# Deltapark Neeltje Jans
El Deltapark Neeltje Jans es un parque temático situado en la isla artificial Neeltje-Jans en el estuario del Escalda Oriental, en la provincia de Zelanda de los Países Bajos. Abierto todo el año, su tema es el mar y el hombre.  Además del carácter lúdico del Delta Park Neeltje Jans, también juega un papel educativo con respecto a la labor del Plan Delta y su trabajo principal: la Oosterscheldekering. 
En agosto de 2008, el parque pasó a manos de la empresa española Aspro-Ocio.